# Nan Gindele
Ferdinanda »Nan« Gindele-Bauman, ameriška atletinja, * 5. avgust 1910, Chicago, ZDA, † 26. marec 1992, Barrington, Illinois, ZDA.
Nastopila je na poletnih olimpijskih igrah leta 1932 in osvojila peto mesto v metu kopja. Leta 1933 je v isti disciplini osvojila naslov ameriške državne prvakinje. 18. julija 1932 je postavila svetovni rekord v metu kopja, ki ga je držala do leta 1942. 